# Абрахам, Ларс Ульрих
Ларс Ульрих Абрахам (нем. Lars Ulrich Abraham; 25 апреля 1922, Пфёртен, Нидерлаузиц, Пруссия, ныне Броды, Польша — 21 февраля 2003, Берлин) — немецкий музыковед и музыкальный педагог.
В годы Второй мировой войны младший офицер вермахта. Затем изучал музыковедение в 1948—1950 гг. в Веймарской Высшей школе музыки у Рихарда Мюнниха и Ханса Иоахима Мозера, затем в 1951—1954 гг. в Свободном университете Берлина у Вальтера Герстенберга, Адама Адрио и Курта Райнхарда. Там же в 1960 году защитил докторскую диссертацию «Генерал-бас в произведениях Михаэля Преториуса» (нем. Der Generalbaß im Schaffen des M. Praetorius und seine harmonischen Voraussetzungen).
В 1961—1969 гг. преподавал в педагогических университетах Брауншвейга и Мюнстера. С 1969 г. профессор Фрайбургской Высшей школы музыки. В 1974 г. был избран её ректором несмотря на активное сопротивление правоконсервативных кругов, считавших либерально настроенного Абрахама чуть ли не коммунистом. В 1982 г. вышел на пенсию и поселился в Швеции.
Опубликовал учебник гармонии в двух томах (нем. Harmonielehre;1965, 1969), «Введение в музыкальную нотацию» (нем. Einführung in die Notenschrift; 1969) и ряд других сочинений.